# Москалёв, Алексей Алексеевич
Алексе́й Алексе́евич Москалёв (29 сентября 1930, Москва — 21 июня 2006, Москва) — советский и российский китаевед, кандидат филологических наук, доктор исторических наук, главный научный сотрудник Института Дальнего Востока РАН (с 1996); академик РАЕН (1997).

## Биография
Родился 29 сентября 1930 года в Москве. В 1955 году окончил МГИМО.
В 1957—1960 — сотрудник Института китаеведения АН СССР; 1960—1970 — сотрудник Института народов Азии АН СССР; 1970—1971 — сотрудник Института востоковедения; с 1971 работал в Институте Дальнего Востока РАН.
Научная специализация — язык народа чжуан (крупнейшее национальное меньшинство в КНР). В дальнейшем в поле его интересов вошли проблемы национально-языковой политики КНР, этнонациональной политики в целом, теоретические вопросы национальной политики в Китае. В последние годы жизни основным вопросом стало изучение эволюции китайской мысли в подходах к нации и национализму.
Похоронен на Введенском кладбище (19 уч.).